# Plataea pausaniasi
Plataea pausaniasi är en fjärilsart som beskrevs av Frederick H. Rindge 1976. Plataea pausaniasi ingår i släktet Plataea och familjen mätare. Inga underarter finns listade i Catalogue of Life.